# Neot Hakikar
Neot Hakikar (en hebreo: נאות הכיכר‎) es un moshav ubicado en el distrito Sur de Israel. Situado en el valle de Aravá, inmediatamente al sur del mar Muerto, alrededor de 36 km al sureste de Dimona, recae bajo la jurisdicción del concejo regional de Tamar. En 2023 tenía una población de 422 habitantes.